# フリードリヒ3世 (ザクセン＝ゴータ＝アルテンブルク公)

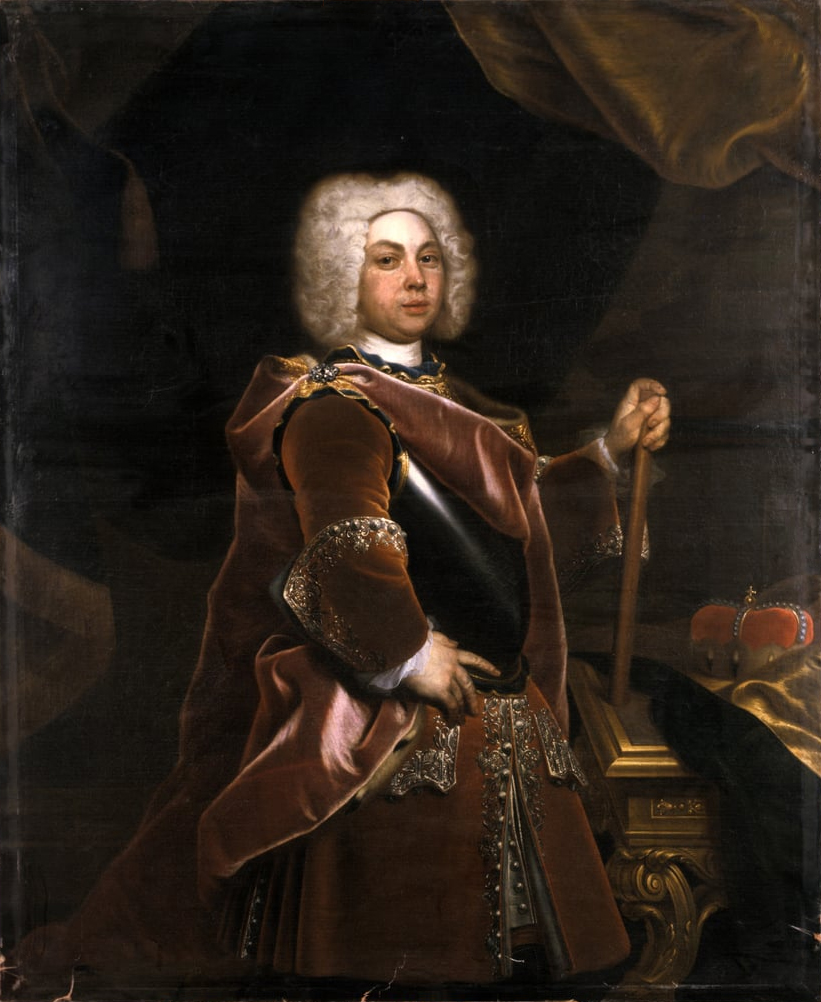
フリードリヒ3世

フリードリヒ3世（ドイツ語：Friedrich III., 1699年14/24日 - 1772年3月10日）は、ザクセン＝ゴータ＝アルテンブルク公（在位：1732年 - 1772年）。

## 生涯
フリードリヒ3世はザクセン＝ゴータ＝アルテンブルク公フリードリヒ2世と、アンハルト＝ツェルプスト侯カール・ヴィルヘルムの娘マグダレーナ・アウグスタの息子である。フリードリヒ3世は徹底的な教育を受け、あまり有能ではないかもしれないが温厚であるとみられた。1718年から1724年にかけて、フリードリヒ3世はオランダ、フランス、イギリス、イタリアを訪れた。1732年にザクセン＝ゴータ＝アルテンブルク公として父の跡を継いだ。
フランス軍の侵攻後の1734年以降、神聖ローマ皇帝カール6世、ヴァルデック侯およびプロイセン王フリードリヒ・ヴィルヘルム1世との間で軍の賃貸（Soldatenhandel）を盛んに行い、これにより自国で徴税できるようになった。
公国、特にアルテンブルク地域は七年戦争により深刻な被害を受け、フリードリヒ3世は、隣国のザクセン＝マイニンゲン公アントン・ウルリヒとの戦争に国自体を巻き込んだ（ヴァスンガー戦争）。1744年、フリードリヒ3世はアントン・ウルリヒの最初の結婚（貴賤結婚とされた）で生まれた子供たちに継承権がないことを皇帝により宣言させることに成功し、これによりフリードリヒ3世にザクセン＝マイニンゲンの継承権が生じた。また、未成年のザクセン＝ヴァイマル＝アイゼナハ公エルンスト・アウグスト2世の摂政位をめぐってアントン・ウルリヒと衝突し、最終的にフリードリヒ3世が1748年から1755年にかけて摂政となった。
フリードリヒは価値の低いグロッシェンと半グロッシェンを導入し、ゴータ鋳造所で大量に鋳造することで大きな利益を上げることを考えた。大量に鋳造された少額通貨は、自国に対する需要を満たすだけでなく、近隣諸国に対し収益性の高い輸出も目的としていた。しかし近隣諸国も少額通貨を鋳造し公国内に流れたため、この金融政策は失敗することとなった。
1747年から、フリードリヒはヴァイマルの建築家であるゴットフリート・ハインリヒ・クローネにフランスの様式に基づいてゴータ・オランジェリーを建設させた。フリードリヒは教会に関する多くの条例を発行し、1742年にノイディテンドルフで創設されたモラヴィア教会を支援した。
フリードリヒの支配のもと、公国はテューリンゲンにおいて最も強力な国であり続け、その宮廷は啓蒙主義の中心地へと発展した。啓蒙主義の発展は主に独創的な妃ルイーゼ・ドロテアによるものであり、ルイーゼ・ドロテアはフリードリヒよりも精神的にはるかに優れていた。
フリードリヒ3世は、エルネスティン家の家長として死去した。父や祖父とは異なり、フリードリヒはフリーデンシュタイン城の地下霊廟ではなく、曾祖父エルンスト1世が埋葬されているノイマルクトの聖マルガレーテ教会に埋葬された。5年前に亡くなった妃ルイーゼ・ドロテアは遺言で「…エルンスト公爵とその妃の足元にある…」聖マルガレーテ教会を最後の休息の場所として選び、フリードリヒもこれに倣った。

## その他
フリードリヒ3世は甥のイギリス王ジョージ3世の名付け親の1人であった。ジョージ3世は1736年に結婚したフリードリヒの妹アウグスタの息子であった。
フリードリヒ3世は、2001年からゴータの旧王宮であったフリーデンシュタイン宮殿で2日間にわたり開催されているバロック祭の主な登場人物である。8月の最後の週末には、150人以上の役者が18世紀への旅に観客をいざない、宮殿とオランジェリーの歴史的な雰囲気の中で後期バロック時代の輝かしい時代を再現するのである：フリードリヒ3世（2001年から2008年までオペラ歌手ギュンター・ケーブリッヒが、2009年からはウーヴェ・ミュラーが演じている）と妃ルイーゼ・ドロテア（2009年からアネット・ヤーンが演じている）が、工芸品市場ツアーを行い、特権を授与し、衛兵のパレードを開催し、謁見を行い、街に足を運び、オランジェリー庭園内を歩きまわる。

## 結婚と子女
1729年9月17日にゴータにおいて、ザクセン＝マイニンゲン公エルンスト・ルートヴィヒ1世とドロテア・マリア・フォン・ザクセン＝ゴータ＝アルテンブルクの娘ルイーゼ・ドロテアと結婚した。2人の間には以下の子女が生まれた。
- フリードリヒ・ルートヴィヒ（1735年1月20日 - 1756年6月9日） - 公世子
- ルートヴィヒ（1735年10月25日 - 1735年10月26日）
- 男子（1735年10月25日）
- 男子の双子（1739年）
- フリーデリケ・ルイーゼ（1741年1月30日 - 1776年2月5日）
- エルンスト2世（1745年1月30日 - 1804年4月20日） - ザクセン＝ゴータ＝アルテンブルク公
- ゾフィー（1746年3月9日 - 1746年3月30日）
- アウグスト（1747年8月14日 - 1806年9月28日）